# 고향 (1967년 영화)
"고향"은 1967년 공개된 대한민국의 영화이다.

## 배역
- 신성일
- 고은아
- 박노식
- 신화란
- 김금수
- 최남현
- 한은진
- 주증녀
- 이수련
- 추석양
- 최창호
- 김광일
- 김칠성
- 변기종
- 이경아
- 김웅
- 임해림
- 전숙
- 나정옥
- 윤신옥
- 조덕성